# Callopsiodes
Callopsiodes là một chi bướm đêm thuộc họ Geometridae.